# 新雪帕德火箭
新雪帕德火箭（英語：New Shepard）是美國民營太空公司藍色起源開發的可回收火箭系統，將是太空旅行的載具。
新雪帕德火箭的名稱來自美國太空人艾倫·雪帕德 ，他執行過水星-紅石3號以及阿波羅14號任務，是第一位進入太空的美國太空人，也是第五位踏上月球的人。
新雪帕德原型火箭發動機在2006年開始研發，全尺寸火箭發動機則在2010年代初期開始研發，並於2015年完成新謝潑德系統（火箭和太空艙）無人飛行試驗，藍色起源计划在2019年进行第一次有人驾驶的试飞，并宣布将开始出售商业太空旅行的机票。
2015年11月23日，第二枚新雪帕德火箭達到了100.5公里（330,000英尺）高空（太空）後，成功地垂直軟著陸，成為歷史上第二支成功從太空垂直降落的火箭 。2016年使用第二代新雪帕德火箭进行了四次额外的试飞，2017年第三枚新雪帕德火箭首次試飛。2021年1月14日，搭載載人試驗艙的第四枚新雪帕德火箭首飛。此後第四枚新謝潑德火箭分別於2021年7月20日和10月13日載人發射。截至2022年9月12日，新谢泼德号已将32名乘客送入太空。

## 歷史
新雪帕德火箭計劃起源於高達德（Goddard）火箭示範計畫，該計畫在2006年完成。高達德火箭在2006年11月進行首次飛行。
高達德火箭裝配在華盛頓州西雅圖附近的藍色起源設施。同樣在2006年，藍色起源開始建造一部分的太空航行測試和運營中心，貝索斯在德克薩斯州范霍恩北部40公里處（25英里）購買一塊165,000英畝（668平方公里）土地。藍色起源經理羅布·邁耶森說，他們選擇德克薩斯州的發射場是因為此地與航太工業有歷史淵源，儘管該工業區不在發射場附近，火箭將不會在德克薩斯州製造。
藍色起源除了研發新雪帕德火箭，也需要研發太空艙，並在2000年代初期開始設計太空艙。2012年10月19日，藍色起源在西德克薩斯發射場成功完成亞軌道太空艙逃生計畫。在該測試中，太空艙運作發射逃逸系統並藉由火箭升空。太空艙從2,307英尺（703米）高空使用降落傘安全軟著陸。
2015年4月，藍色起源宣布完成BE-3火箭發動機，將可以發射更大的新雪帕德火箭。藍色起源還宣布，將在2015年開始新雪帕德火箭的飛行測試後，每月進行頻繁發射以測試亞軌道飛行。在同一個月，美國聯邦航空局宣布藍色起源測試程序監管手續已經獲得批准，並有望在2015年5月中旬試飛。
2016年2月，三艘新雪帕德火箭已經建造完成。第一艘新雪帕德火箭在2015年4月測試中被毀，第二艘新雪帕德火箭飛行了兩次，第三艘新雪帕德火箭在華盛頓州肯特藍色工廠完成。

## 發射記錄
| 發射序號 | 日期                  | 編號                          | 遠地點                     | 結果     | 備注 |
| -------- | --------------------- | ----------------------------- | -------------------------- | -------- | ---- |
| 0        | 2012年10月19日        | - N/A - RSS Jules Verne       | 0.7 km (0.4369 mi)         | 成功     |      |
| 1        | 2015年4月29日         | - NS1 - RSS Jules Verne ♺     | 93.5 km（58.1 mi）         | 部分成功 |      |
| 2        | 2015年11月23日        | - NS2.1 - RSS Jules Verne ♺   | 100.535 km（62.4695 mi）   | 成功     |      |
| 3        | 2016年1月22日         | - NS2.2 ♺ - RSS Jules Verne ♺ | 101.676 km（63.1784 mi）   | 成功     |      |
| 4        | 2016年4月2日          | - NS2.3 ♺ - RSS Jules Verne ♺ | 103.381 km（64.2383 mi）   | 成功     |      |
| 5        | 2016年6月19日         | - NS2.4 ♺ - RSS Jules Verne ♺ | 101.042 km（62.7843 mi）   | 成功     |      |
| 6        | 2016年10月5日         | - NS2.5 ♺ - RSS Jules Verne ♺ |                            | 成功     |      |
| 7        | 2017年12月12日        | - NS3.1 - RSS H. G. Wells     |                            | 成功     |      |
| 8        | 2018年4月29日         | - NS3.2 ♺ - RSS H. G. Wells ♺ | 107 km（66.5 mi）          | 成功     |      |
| 9        | 2018年7月18日         | - NS3.3 ♺ - RSS H. G. Wells ♺ | 118.825 km（73.8345 mi）   | 成功     |      |
| 10       | 2019年1月23日         | - NS3.4 ♺ - RSS H. G. Wells ♺ | c. 106.9 km（66.4 mi）     | 成功     |      |
| 11       | 2019年5月2日          | - NS3.5 ♺ - RSS H. G. Wells ♺ | c. 105 km（65.5 mi）       | 成功     |      |
| 12       | 2019年12月11日        | - NS3.6 ♺ - RSS H. G. Wells ♺ | c. 104.5 km（64.9 mi）     | 成功     |      |
| 13       | 2020年10月13日, 13:37 | - NS3.7 ♺ - RSS H. G. Wells ♺ | c. 107.0 km（66.52 mi）    | 成功     |      |
| 14       | 2021年1月14日, 16:57  | - NS4.1 - RSS First Step      |                            | 成功     |      |
| 15       | 2021年4月14日 16:51   | - NS4.2 ♺ - RSS First Step ♺  |                            | 成功     |      |
| 16       | 2021年7月20日 13:12   | - NS4.3 ♺ - RSS First Step ♺  |                            | 成功     |      |
| 17       | 2021年8月25日 14:31   | - NS3.8 ♺ - RSS H. G. Wells ♺ |                            | 成功     |      |
| 18       | 2021年10月13日 14:49  | - NS4.4 ♺ - RSS First Step ♺  |                            | 成功     |      |
| 19       | 2021年12月11日        |                               |                            | 成功     |      |
| 20       | 2022年3月31日 13:57   | - NS4.6 ♺ - RSS First Step ♺  |                            | 成功     |      |
| 21       | 2022年6月4日 13:25    | - NS4.7 ♺ - RSS First Step ♺  |                            | 成功     |      |
| 22       | 2022年8月4日 13:56    | - NS4.8 ♺ - RSS First Step ♺  |                            | 成功     |      |
| 23       | 2022年9月12日 13:30   | - NS3.9 ♺ - RSS H. G. Wells ♺ | 大約100 km（62 mi） (計劃) | 失败     |      |

### 發射測試
新雪帕德火箭多年飛行試驗計劃開始於2015年，第一枚新雪帕德火箭（NS1）在2015年4月29日舉行首次飛行，飛行高度達到93.5公里（307,000英尺）。試飛本身是成功的，太空艙藉由降落傘順利降落，但火箭墜毀，主因是液壓系統在下降過程中故障。

### 第一次成功降落
第一枚新雪帕德火箭（NS1）墜毀之後，藍色起源完成第二枚新雪帕德火箭（NS2）。它的首次飛行於2015年11月23日進行，飛行高度達到100.5公里（330,000英尺）。第二枚新雪帕德火箭成功地進行垂直降落。這是麥道DC-XA在1990年代後首次火箭成功垂直降落在地球上，而且飛行高度超過3,140米（10,300英尺），並首次運送物品進入太空。傑夫·貝佐斯說，藍色起源計劃使用相同的構造來建造軌道太空船。

### 第二次成功降落
2016年1月22日，藍色起源成功地重複了2015年11月23日的發射結果。飛行高度達到101.7公里（63.2英里），太空艙和運載火箭順利返回地面。這一次發射證明了第二枚新雪帕德火箭可重複使用，周轉時間為61天。

### 第三次成功降落
2016年4月2日，第二枚新雪帕德火箭第三次發射，飛行高度達到339,178英尺（103.8公里），並順利返回地面。

### 第四次成功降落
2016年6月19日，第二枚新雪帕德火箭第四次發射，飛行高度達到330,000英尺，成功地垂直降落返回地面。
太空艙再度使用降落傘，但是這一次只用兩個降落傘測試。這兩個降落傘將讓太空艙降落速度減緩為每小時23英里，而使用三個降落傘將可以讓太空艙降落速度減緩為每小時16英里。

### 2015年之後建造新火箭
2016年，幾枚新火箭正在建造中或規劃中，第三枚新雪帕德火箭將在2016年3月於華盛頓建造完成，2017年進行首飛。
其他幾枚新火箭正在藍色起源的總部建造中。該公司計劃初步建造六枚火箭，需要9至12個月，然後完成廣泛的測試飛行程序後，太空旅遊和科研需求將確定需要建造多少枚火箭。

## 設計
新雪帕德火箭是完全可重複使用，可垂直起降（VTVL）的運輸系統，包含兩個主要部分：加壓載人太空艙和火箭，基本概念類似1960年代末的克萊斯勒SERV。新雪帕德火箭完全由機載電腦控制，不受地面控制或人類飛行員操作。

### 載人太空艙

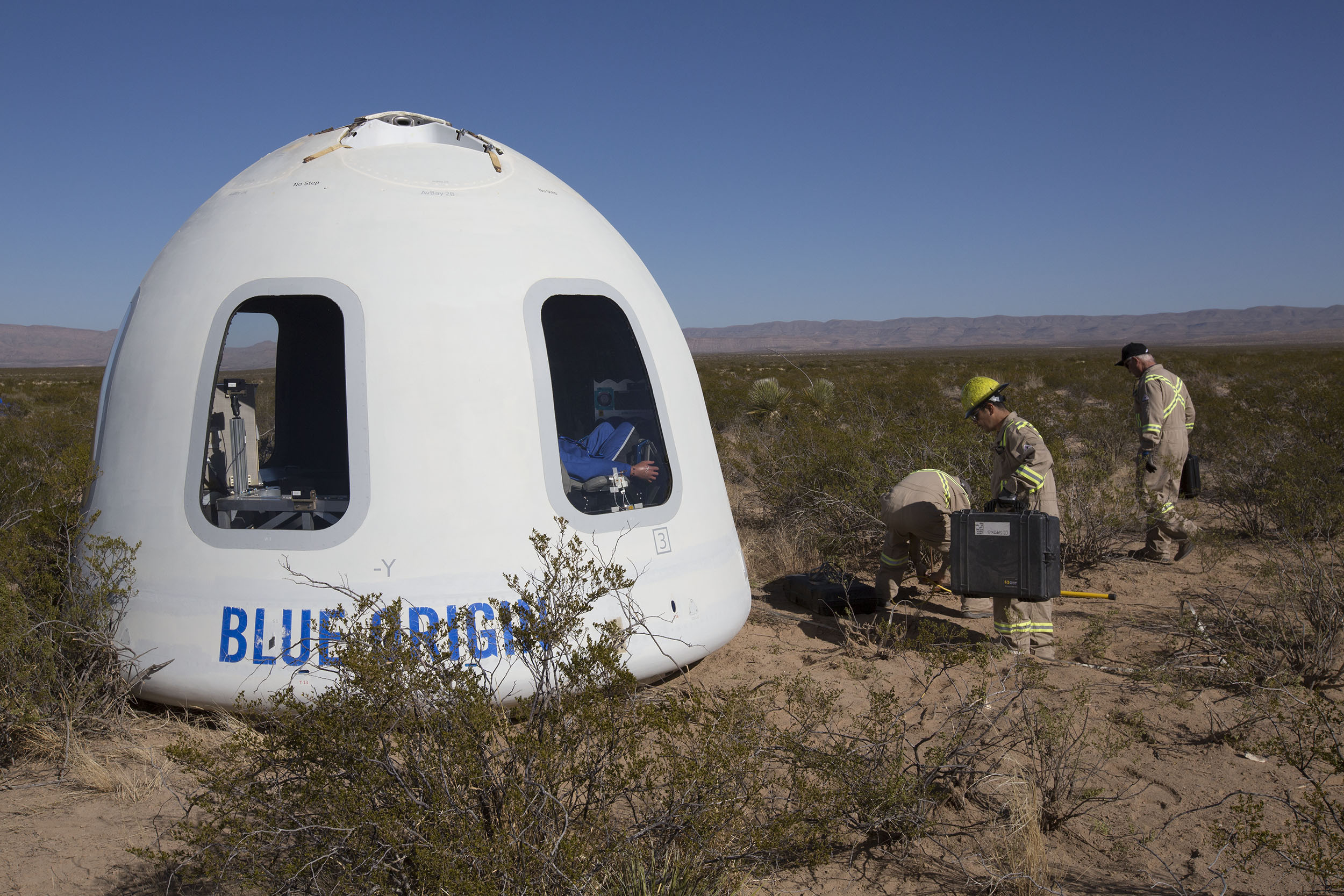
載人太空艙

加壓載人太空艙可搭載六人，並裝備發射逃逸系統，可以在上升過程中的任何地方分離。太空艙內部容積是15立方米（530立方英尺）。藍色起源NS-16（英語：Blue Origin NS-16）是由藍色起源運營的亞軌道戴人太空飛行任務，於2021年7月20日發射升空。

### 推進系統

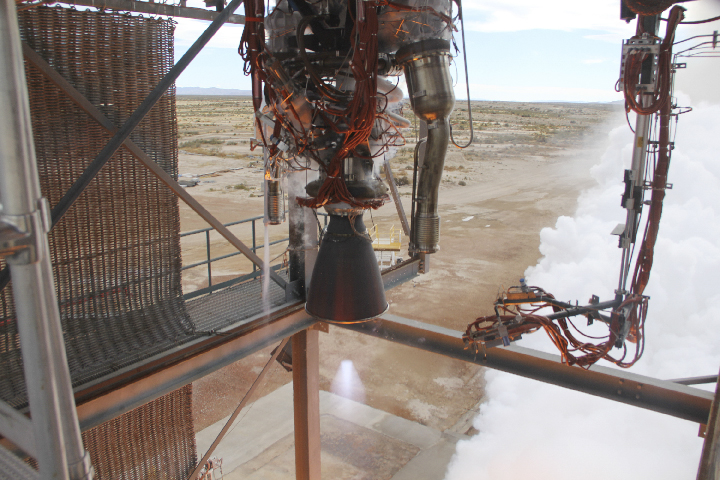
BE-3引擎

新雪帕德火箭使用藍色起源BE-3引擎，燃燒液態氫和液態氧 ，雖然藍色起源一些早期開發工作使用其他推進劑，例如過氧化氫和煤油燃料。

## 外部連結
- Blue Origin Official website （页面存档备份，存于）
- Blue's Rocket Clues (MSNBC's Cosmic Log, June 24, 2006)
- Future & Fantasy Spaceships Primed for Launch Commercial, Orbital Spacecraft （页面存档备份，存于） (See Page 6)
- Latest Blue Origin news on the Space Fellowship
- Secretive Spaceship Builder's Plans Hinted at in NASA Agreement Commercial Crew Development Blue Origin （页面存档备份，存于） (2 New craft images)

视频
- Images and videos at Blue Origin
- New Shepard space vehicle first successful soft landing （页面存档备份，存于）, 23 November 2015 (YouTube).